# Medetera infumata
Medetera infumata är en tvåvingeart som beskrevs av Friedrich Hermann Loew 1857. Medetera infumata ingår i släktet Medetera och familjen styltflugor. Arten är reproducerande i Sverige. Inga underarter finns listade i Catalogue of Life.